# Adolfo Tito Yllana

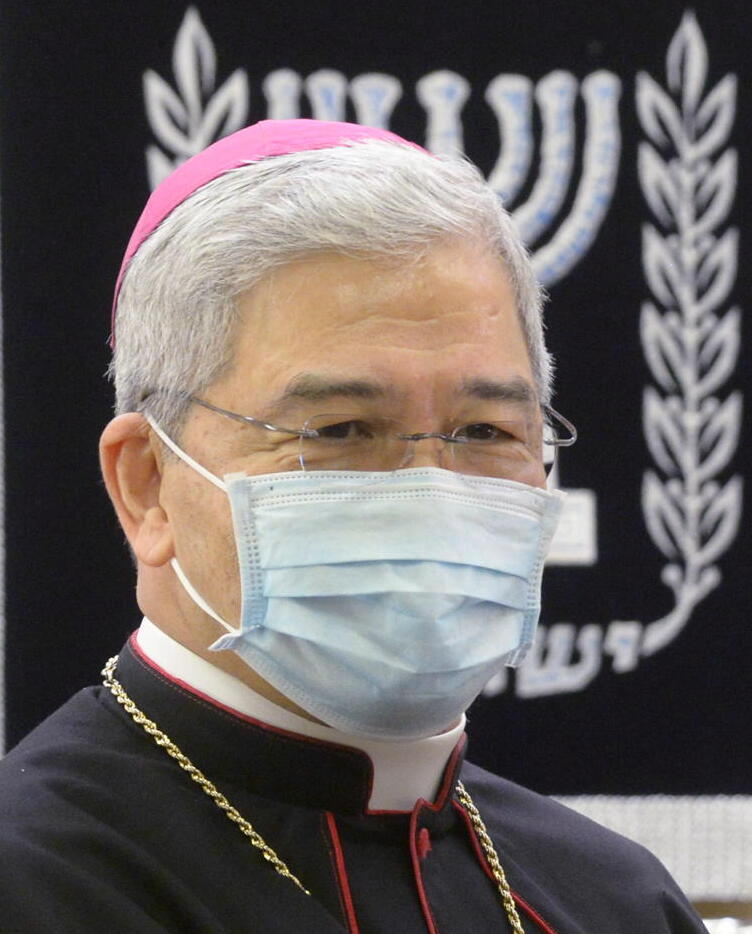
Adolfo Tito Yllana

Adolfo Tito Yllana (sinh 1948; tiếng Trung:易福霖, tạm dịch:Dịch Phúc Lâm) là một giám mục, sứ thần Tòa Thánh người Philippines của Giáo hội Công giáo Rôma. ông hiện là Sứ thần Tòa Thánh tại Australia. Trước đó, ông cũng đảm nhận nhiều vị trí khác như Sứ thần Tòa Thánh tại Pakistan, Congo, Quần đảo Solomon, Papua New Guinea và Đại diện Kết nối với Giáo hội tại Trung Quốc.

## Tiểu sử
Tổng giám mục sứ thần Adolfo Tito Yllana có tên đầy đủ là Adolfo Tito Camacho Yllana, sinh ngày 6 tháng 2 năm 1948 tại thành phố Naga, Philippines. Sau quá trình tu học dài hạn tại các chủng viện, theo quy định của Giáo luật Công giáo, ngày 19 tháng 3 năm 1972, tuôi23 24, Phó tế Yllana tiến đến việc được truyền chức linh mục. Giám mục chủ sự nghi thức là Tổng giám mục Teopisto Valderrama Alberto, Tổng giám mục của Tổng giáo phận Nueva Caceres. Vị linh mục trẻ cũng chính là thành viên của linh mục đoàn Tổng giáo phận nói trên.
Ngày 13 tháng 12 năm 2001, tin tức từ Tòa Thánh loan báo rằng Giáo hoàng Gioan Phaolô II đã quyết định tuyển chọn linh mục Adolfo Tito Yllana làm Tổng giám mục Hiệu tòa Montecorvino, chức danh Sứ thần Tòa Thánh tại Papua New Guinea. Nhanh chóng sau đó, ngày 6 tháng 1 năm 2002, Tân sứ thần đã được cử hành các nghi thức quy định để được truyền chức Giám mục. Có ba giáo sĩ tham dự chính thức vào nghi thức truyền chức, gồm chủ phong là Đương kim giáo hoàng Gioan Phaolô II. Phụ phong còn có hai vị khác là Tổng giám mục Leonardo Sandri, Phó Đại diện Ban Thư kí Tòa Thánh và Tổng giám mục Robert Sarah, Tổng Thư kí Thánh bộ Loan báo Phúc âm cho các Dân tộc [tên cũ là Bộ Truyền giáo]. Vị tấn sứ thần đã chọn cho mình châm ngôn:Prædicare et ministrare.
Sau khi tấn phong được ít lâu, ngày 5 tháng 2 cùng năm, Tòa Thánh loan tin quyết định bổ nhiệm Tổng giám mục Yllana kiêm thêm nhiệm vụ Sứ thần Tòa Thánh tại Quần đảo Solomon. Bốn năm sau đó, ngày 31 tháng 3 năm 2006, Tòa Thánh thuyên chuyển Tổng giám mục Yllana làm Sứ thần Tòa Thánh tại Pakistan.
Sau những bổ nhiệm phục vị tại khu vực châu á - Thái Bình Dương, ông được Tòa Thánh thuyên chuyển Sứ thần Yllana làm Sứ thần tại Congo. Lại hơn bốn năm phục vụ, Tòa Thánh kí quyết định ngày 17 tháng 2 nămm 2015, qua đó thuyên chuyển Tổng giám mục Yllana làm Sứ thần Tòa Thánh tại Australia.